# Nedsläpp (fotboll)
Nedsläpp är en fast situation i fotboll som används för att återuppta spelet efter det har blivit avblåst. Nedsläpp står under regel 08 "Spelets start och återupptagande" i Spelregler för fotboll 2017.

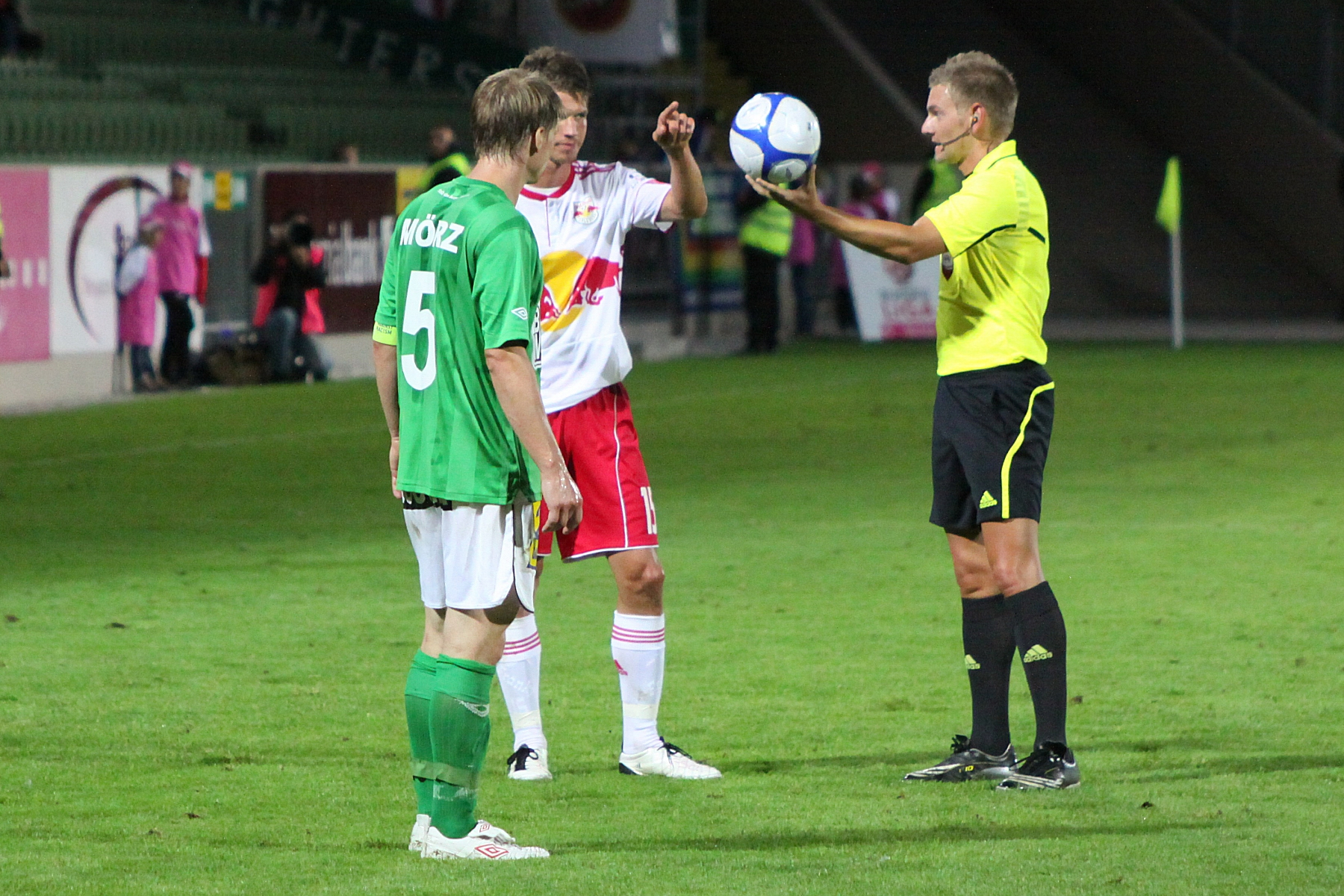
Ett nedsläpp.

## Regel

### När?
Nedsläpp används för att återuppta spelet vid avblåsningar som inte har varit ett resultat av ett regelbrott utan snarare en grövre skada, att någon hulligan eller obehörig beträder planen, påverkar spelet och/eller gör kontakt med spelare, tillfälliga avbrott p.g.a. åska, hagel, strålkastare som slocknar eller något annat som gör att det inte går eller inte är säkert att fortsätta matchen.

### Var?
Ett nedsläpp görs där bollen var när spelet blåstes av, såvida inte den befann sig i målområdet, i så fall görs nedsläppet på målområdeslinjen som är parallell med mållinjen på den punkt som är närmast där bollen befann sig när spelet stoppades.

### Hur?
Vid nedsläpp håller domaren bollen med en arm rakt ut över punkten där bollen var när spelet blåstes av och släpper sedan ned den. Bollen anses vara i spel när den vidrör marken. Nedsläppet ska göras om, om någon spelare vidrör bollen innan den vidrör marken eller om bollen lämnar planen (inkl. i mål) utan att ha vidrört en spelare efter domaren släppt ner bollen. I regelboken finns det ingenting som begränsar antalet spelare som får ta del i ett nedsläpp men allt som ofast brukar det vara en från vardera lag som kämpar att få innehavet av bollen när spelet sätts igång. Ibland dock när ena laget har haft bollen när spelet blåsts av brukar motståndarna kunna skjuta över bollen när nedsläppet görs för att de hade bollen från början, detta är en så kallad oskriven regel helt baserad på fair play. Om man gör mål på ett nedsläpp utan att bollen vidrör minst två spelare mellan passering av mållinjen och bollens första tag i marken ska inspark dömas, och om självmål görs ska hörnspark dömas, likt en indirekt frispark. Som en minnesregel kan man säga att vid nedsläpp och indirekta frisparkar försvinner nätet på målen så det bara blir målstälningen kvar till två spelare har vidrört bollen; om man skjuter i mål går den bara igenom och det blir hörna eller inspark beroende på vilket mål man skjuter.